# Thể thao dưới nước tại Đại hội Thể thao Bán đảo Đông Nam Á 1969
Thể thao dưới nước tại Đại hội Thể thao Bán đảo Đông Nam Á lần thứ 5 (1969) được tổ chức tại Rangoon, Miến Điện (nay là Yangon, Myanmar) từ ngày 10 đến 13 tháng 12 năm 1969. Các nội dung thi đấu bao gồm: bơi lội, nhảy cầu và bóng nước .

## Bơi lội
Nội dung của nam
| Nội dung                   | Vàng                 | Vàng    | Bạc                  | Bạc     | Đồng                 | Đồng    |
| -------------------------- | -------------------- | ------- | -------------------- | ------- | -------------------- | ------- |
| 100 m tự do                | Tan Thuan Heng       | 57.4    | Ohn Thwin            |         | Nanda Kyaw Zwa       |         |
| 200 m tự do                | Tan Thuan Heng       | 2:06.4  | Ohn Thwin            | 2:10.2  | Lim Cheik Sung       | 2:13.6  |
| 400 m tự do                | Tan Thuan Heng       | 4:38.6  | Lim Cheik Sung       | 4:45.1  | Poh Thaw Dar         | 4:45.6  |
| 1500 m tự do               | Alex Chan            | 19:02.1 | Roy Chan             | 19:08.6 | Lim Cheik Sung       | 19:16.7 |
|                            |                      |         |                      |         |                      |         |
| 100 m bơi ngửa             | Alex Chan            | 1:06.8  | Roy Chan             | 1:08.6  | Ohn Thwin            | 1:08.9  |
| 200 m bơi ngửa             | Alex Chan            | 2:27.8  | Roy Chan             | 2:29.1  | Nanda Kyaw Zwa       |         |
|                            |                      |         |                      |         |                      |         |
| 100 m bơi ếch              | Maung Kyi            | 1:15.4  | Somchai Purgchaipaew | 1:16.3  | Joseph Yow           | 1:17.1  |
| 200 m bơi ếch              | Somchai Purgchaipaew |         | Joseph Yow           | 2:52.0  | Phone Myat Thu       | 2:52.7  |
|                            |                      |         |                      |         |                      |         |
| 100 m bơi bướm             | Nanda Kyaw Zwa       | 1:02.3  | Aung Hlain Win       |         | Vichian Magtanaroong |         |
| 200 m bơi bướm             | Nanda Kyaw Zwa       | 2:21.3  | Alex Chan            | 2:21.5  | Vichian Magtanaroong |         |
|                            |                      |         |                      |         |                      |         |
| 400 m hỗn hợp cá nhân      | Alex Chan            | 5:12.2  | Roy Chan             | 5:19.4  | Nanda Kyaw Zwa       | 5:24.3  |
|                            |                      |         |                      |         |                      |         |
| 4 × 100 m tiếp sức tự do   | Singapore            | 3:54.9  | Miến Điện            | 3:55.4  | Thái Lan             | 4:02.1  |
| 4 × 200 m tiếp sức tự do   | Singapore            | 8:45.8  | Miến Điện            | 8:47.7  | Thái Lan             | 9:25.2  |
| 4 × 100 m tiếp sức hỗn hợp | Miến Điện            | 4:18.1  | Singapore            | 4:19.6  | Thái Lan             | 4:20.8  |

Nội dung của nữ
| Nội dung                   | Vàng                 | Vàng   | Bạc                | Bạc    | Đồng               | Đồng   |
| -------------------------- | -------------------- | ------ | ------------------ | ------ | ------------------ | ------ |
| 100 m tự do                | Patricia Chan        | 1:05.9 | Tay Chin Joo       | 1:07.5 | Marlar             | 1:08.7 |
| 200 m tự do                | Patricia Chan        | 2:25.6 | Marlar             | 2:31.3 | Molly Tay Chin Say | 2:31.3 |
| 400 m tự do                | Patricia Chan        | 5:01.7 | Sidney M. Keenan   | 5:14.6 | Marlar             | 5:24.8 |
|                            |                      |        |                    |        |                    |        |
| 100 m bơi ngửa             | Patricia Chan        | 1:13.9 | Molly Tay Chin Say | 1:17.8 | Ong Mei Lin        | 1:18.2 |
| 200 m bơi ngửa             | Patricia Chan        | 2:38.9 | Molly Tay Chin Say | 2:49.0 | Ong Mei Lin        | 2:49.6 |
|                            |                      |        |                    |        |                    |        |
| 100 m bơi ếch              | Chintana Thongratana | 1:24.6 | Esther Tan         | 1:26.8 | Polly Ba San       |        |
| 200 m bơi ếch              | Chintana Thongratana |        | Polly Ba San       |        | Esther Tan         | 3:07.2 |
|                            |                      |        |                    |        |                    |        |
| 100 m bơi bướm             | Patricia Chan        | 1:11.4 | Tay Chin Joo       | 1:14.8 | Ong Mei Lin        | 1:20.0 |
| 200 m bơi bướm             | Patricia Chan        | 2:39.1 | Tay Chin Joo       | 2:51.7 | Ong Mei Lin        | 3:04.2 |
|                            |                      |        |                    |        |                    |        |
| 200 m hỗn hợp cá nhân      | Patricia Chan        | 2:40.0 | Tay Chin Joo       | 2:50.0 | Ong Mei Lin        | 2:51.8 |
|                            |                      |        |                    |        |                    |        |
| 4 × 100 m tiếp sức tự do   | Singapore            | 4:38.5 | Miến Điện          | 4:40.3 | Thái Lan           | 5:20.0 |
| 4 × 100 m tiếp sức hỗn hợp | Singapore            | 5:01.8 | Miến Điện          | 5:11.1 | Thái Lan           | 5:19.4 |